# 生長激素缺乏症
生长激素缺乏症是由于生长激素不足而引起的一种疾病。 一般来说，生長激素缺乏症患者最明显的症状就是身材矮小。 患有生長激素缺乏症的新生儿也可能出现低血糖或小阴茎等症状。 
生長激素缺乏症可能也是一種先天性障碍，也可能在日後越來越嚴重。 該疾病可能具有孤立性，也有可能伴有其他疾病。罹患生長激素缺乏症的原因可能與遗传、创伤、感染、肿瘤、手術或放射治療等因素有關。三分之一的病例没有明显原因。 生長激素缺乏症的發病机制一般与脑垂体部位出現的问题有关，即腦下垂体前叶分泌的生长激素不足，直接引起了該疾病的發生。
大多数患者在儿童階段就被確診患有該疾病。 据估计，每7,000人中约有1人患有这种疾病。 男性的发病率似乎較女性更高。 一般而言激素替代疗法是該疾病的治療手段。